# Bazilika svetega Apolinarija, Classe
Bazilika svetega Apolinarija v Classe je pomemben spomenik bizantinske umetnosti v Italijanskem naselju Classe blizu Ravene. Ko je UNESCO na svoj seznam svetovne dediščine dodal osem znamenitosti v Raveni, je baziliko opisal kot »enega najpomembnejših primerov zgodnjekrščanske bazilike v pristnosti in preprostosti svoje oblike, uporabi prostora in sijajni naravi svoje dekoracije«.
Mogočna opečnata zgradba je bila postavljena v času škofa Ursicinusa (Ursicino), financiral pa jo je grški bankir, Iulianus Argentarius. Gotovo je bila postavljena v bližini krščanskega pokopališča, po vsej verjetnosti na temeljih starejše poganske cerkve, saj so bili pri izgradnji v stene vzidani nekateri antični nagrobniki. Takrat je Classe še ležal ob morski obali in je bil starodavno domače pristanišče rimske flote, po katerem je mesto dobilo ime. Zaradi kopičenja mulja se je obala od takrat premaknila 9 kilometrov proti vzhodu.
Cerkev je 8. maja leta 549 posvetil škof Maksimijan Ravenski in jo namenil prvemu škofu območja Ravena in Classe. Bazilika je tako postavljena v enakem času kot ravenska bazilika San Vitale. Leta 856 so posmrtne ostanke svetega Apolinarija premestili iz cerkve v Classe v novozgrajeno ravensko Cerkev Sant'Apollinare Nuovo.

## Arhitektura

### Zunanjost
Zunanjost predstavlja velika fasada z dvema preprostima stebroma in trokrilnim oknom. Narteks in del desno od vhoda, sta bila dodana kasneje, kot tudi zvonik valjaste oblike (iz 9. stoletja). 

### Notranjost
Cerkev ima glavno ladjo in dve stranski ladji standardne bazilike. Starodavni oltar sredi ladje pokriva kraj svetnikovega mučeništva. Cerkev se zaključuje s poligonalno apsido, ob strani pa sta dve kapeli z apsidami.
Ladja vsebuje 24 stebrov iz grškega marmorja (iz slavnih kamnolomov na območju Marmarskega morja). Izklesani kapiteli stebrov upodabljajo akantove liste, vendar so za razliko od antičnih kapitelov listi videti zviti, kot da bi jih udaril veter. Obledele freske upodabljajo nekatere ravenske nadškofe in segajo v 18. stoletje. Stranske stene so gole, vsekakor pa so bile nekoč prekrite s čudovitimi mozaiki. Le-te so leta 1449 verjetno porušili Benečani, čeprav so pustili mozaični okras v apsidi in na slavoloku, najbolj presenetljive značilnosti cerkve.
Zgornji del slavoloka v medaljonu prikazuje Kristusa. Ob straneh, v morju oblakov, so krilati simboli štirih evangelistov: orla (Janez), krilatega človeka (Matej), Leva (Marko), teleta (Luka). Spodnji del ima na svojih dveh robovih stene, ki prikazujejo dragocene dragulje, iz katerih izstopa dvanajst jagnjet (simboli dvanajstih apostolov). Ob straneh oboka sta dve dlani, ki v biblijski simboliki predstavljata pravičnost; pod njima sta nadangela Mihael in Gabrijel z doprsnim kipom sv. Mateja in še enega neznanega svetnika.
Okras apside sega v 6. stoletje in ga lahko razdelimo na dva dela:
- v zgornjem velik disk obdaja zvezdnato nebo, na katerem je križ z dragulji in Kristusov obraz. Nad križem je roka, ki štrli iz oblakov, tema božje roke. Ob strani diska sta lika Elije in Mojzesa. Tri jagnjeta v spodnjem delu simbolizirajo svetnike Petra, Jakoba in Janeza, kar namiguje na Jezusovo spremenitev na gori Tabor.
- v spodnjem je zelena dolina s skalami, grmovjem, rastlinami in pticami. V sredini je lik svetega Apolinarija, upodobljen v dejanju molitve, da bi dal milost svojim vernikom, ki ga simbolizira dvanajst belih jagnjet.

V prostorih med okni so štirje škofje, ki so ustanovili glavne bazilike v Raveni: Ursicinus, Ursus, Severus in Ecclesius, vsi s knjigo v roki. Ob straneh apside sta dve plošči iz 7. stoletja: na levi, ki je bila večinoma obnovljena, je upodobljen bizantinski cesar Konstantin IV., ki daje privilegije odposlancu ravenskega nadškofa. Na desni plošči so Abraham, Abel in Melkisedek okoli oltarja, na katerem darujejo daritev Bogu.
Izbira teme je tesno povezana z bojem proti arijanstvu, saj ponovno poudarja tako božansko kot človeško naravo Kristusa, ki so jo arijanci zanikali. Poleg tega je bila predstavitev Apolinarija med apostoli Maksimijanu legitimacija kot prvemu škofu škofije, ki je neposredno povezana z zgodnjimi Jezusovimi privrženci, saj je bil Apolinarij po legendi učenec svetega Petra.
Zidovi bazilike so obdani s številnimi sarkofagi iz različnih stoletij. Izpričujejo slogovne spremembe od 5. do 8. stoletja: od [[relief (umetnost)|reliefov]g s človeškimi figurami rimskih sarkofagov, do bizantinske simbolike, do vse večje abstrakcije in poenostavljanja teh simbologij.

## Galerija
- Bazilika sv. Apolinarija, Classe.
- Apsida je bogato okrašena z mozaiki.
- Zahodna fazada.
- Mozaična plošča Konstantina IV., ki daje privilegij Ravenski cerkvi.
- Pogled v ladjo.